# Jaskinia Odkrywców
Jaskinia Odkrywców (SYSTEM Jaskinia Odkrywców) – jaskinia, a właściwie system jaskiniowy, w Górach Świętokrzyskich. Wejścia do niej znajdują się w Kielcach, na terenie nieczynnych kamieniołomów Kadzielnia. System jaskiniowy powstał z połączenia trzech jaskiń: Jaskini Odkrywców, Prochowni i Szczeliny na Kadzielni. Jego łączna długość wynosi 392 metry, a deniwelacja 23 metry.

Jaskinie tworzą Podziemną Trasę Turystyczną w Kielcach.

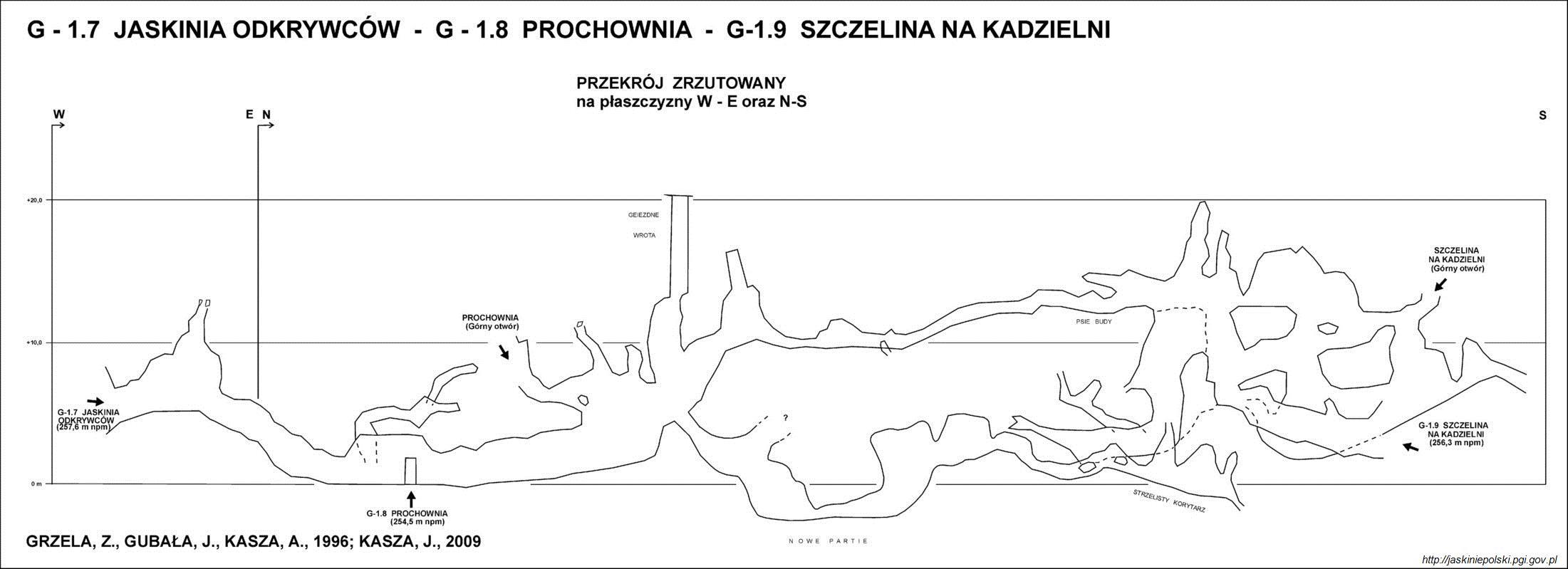
Przekrój jaskini

## Jaskinia Odkrywców
Najmniejsza jaskinia w systemie. Ma jeden, powstały sztucznie, otwór wejściowy położony w części wschodniej ściany kamieniołomu na wysokości 257,6 metrów n.p.m. 

### Opis jaskini
Jaskinię stanowi szczelinowy korytarz idący w górę, a następnie w dół, zaczynający się otworze wejściowym, a kończący niewielką salką. Znajduje się w niej przejście do Prochowni.

## Prochownia
Jaskinia ma dwa otwory wejściowe. W dolnym (na wysokości 254,5 metrów n.p.m.) znajdują się metalowe drzwi, natomiast górny został zamurowany. 

### Opis jaskini
Główną częścią jaskini jest duża sala zaczynająca się zaraz za dolnym otworem wejściowym. Odchodzą z niej ciągi:
1. na północny wschód korytarzyk prowadzący do Jaskini Odkrywców
2. na wschód zaczyna się korytarz idący przez niewielką salkę do Partii Baby Jagi. Znajduje się tu kilka krótkich i wąskich korytarzyków
3. na południe sala przechodzi w Korytarz Południowy, w którego stropie znajduje się przejście do górnego otworu.

Na końcu Korytarza Południowego znajdują się: 
- pochylnia przechodząca w wąski korytarzyk prowadzący do Szczeliny na Kadzielni (Sali Górnej)
- komin Gwiezdne Wrota
- niewielka studzienka prowadząca do Nowych Partii. Partie te to kilka szerokich i wysokich korytarzy o nazwach: Komora Wiesława (znajduje się tu kolejne przejście do Szczeliny na Kadzielni), Korytarz Niedźwiedzia, Jama Królika[1].

## Szczelina na Kadzielni
Jaskinia ma dwa otwory wejściowe. W dolnym (na wysokości 256,3 metrów n.p.m.) znajdują się metalowe drzwi, natomiast górny został zamurowany. 

### Opis jaskini
Główną częścią jaskini jest Wielka Komora, do której prowadzi szeroki korytarz z otworu dolnego. Odchodzi z niej:
- ciąg nazwany Wielka Szczelina prowadzący do Sali Górnej. Jest tu korytarzyk prowadzący do Prochowni
- Sala Dolna będąca przedłużeniem Wielkiej Komory z której odchodzi Strzelisty Korytarz łączący się z Prochownią (Komorą Wiesława)[3][1]

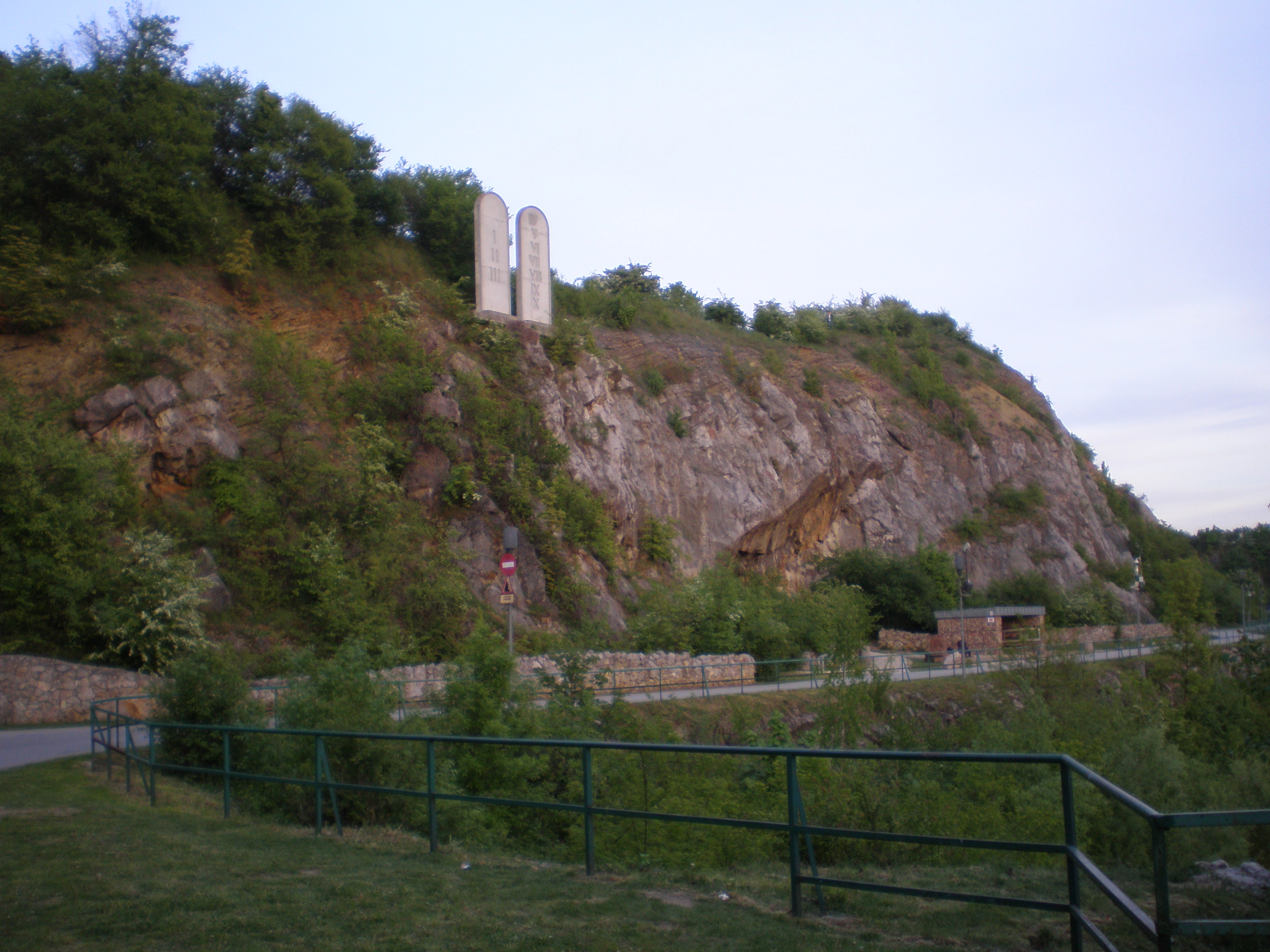
Kadzielnia

## Przyroda
W jaskini można spotkać nieliczne stalaktyty, kolumienki naciekowe i nacieki grzybkowe. Zamieszkują ją nietoperze. Ściany są przeważnie suche, brak jest na nich roślinności.

## Historia odkryć
Wszystkie jaskinie zostały odkryte podczas prac w kamieniołomie w latach pięćdziesiątych i sześćdziesiątych XX wieku. W czasie prac środkową jaskinię wykorzystywano jako magazyn materiałów wybuchowych stąd jej nazwa Prochownia. 
W 2004 roku połączono Jaskinię Odkrywców z Prochownią.
W 2009 roku połączono Prochownię ze Szczeliną na Kadzielni.
W 2012 roku otwarto Podziemną Trasę Turystyczną w Kielcach.